# Gustav Kohn (Mathematiker)
Gustav Kohn (* 22. Mai 1859 in Reichenau; † 15. Dezember 1921 in Wien) war ein österreichischer Mathematiker.
Kohn studierte von 1877 bis 1883 Mathematik und Physik in Wien bei Leo Königsberger und Emil Weyr, Berlin (1882/83 bei Karl Weierstraß) und  Straßburg. 1881 wurde er in Wien mit der Schrift Über algebraische Raumkurven promoviert und war dort nach der Habilitation 1884 Privatdozent, ab 1894 außerordentlicher Professor. In der Enzyklopädie der mathematischen Wissenschaften schrieb er Artikel über algebraische Kurven. Er veröffentlichte auch eine „Einleitung in die synthetische Geometrie“. Ab 1919 war er Mitglied der Leopoldina in Halle.